# Многотычинковый памп
Многотычинковый памп (Pampus echinogaster), — вид лучепёрых рыб из семейства Строматеевые.

## Описание
Длина до 32 см. Тело сильно сжатое с боков, очень высокое, с твёрдыми мышцами. Хвостовой стебель сжатый с боков, очень короткий. Окраска серебристая с голубоватым оттенком на спине. Спинной, анальный и хвостовой плавники желтоватые с тёмными краями. Спинной плавник один сплошной. Грудной плавник длинный, крыловидный. Его основание располагается под углом 45° к оси тела. Брюшные плавники отсутствуют. Хвостовой плавник состоит из довольно твёрдых лучей, глубоковильчатой формы. Чешуя очень мелкая, циклоидного типа, слегка опадающая. Кожа тонкая. Глаза маленькие. Жировая ткань вокруг глаз простирается вперёд до крупных ноздрей. Передняя ноздря круглая, задняя имеет вид длинной щели. Рот маленький. Зубы располагаются на челюстях в 1 ряд, мелкие, уплощены. Жаберные тычинки короткие, без зубчиков.

## Ареал
Вид распространён по тихоокеанскому побережью Японии, Китая, полуострова Корея.